# Łebieniec
Łebieniec (deutsch Labenz, kaschubisch Łebińc) ist ein Dorf in der Landgemeinde Wicko im Powiat Lęborski (Powiat Lauenburg in Pommern) der polnischen Woiwodschaft Pommern.

## Geographische Lage
Die Ortschaft liegt in Hinterpommern, etwa sechs Kilometer südöstlich der Stadt Łeba an der Ostsee, 22 Kilometer nordnordwestlich der Stadt Lauenburg i. Pom. (Lębork) und fünf Kilometer nördlich des Kirchdorfs Charbrow (Charbrowo). Die Entfernung zum Sarsener See im Norden beträgt etwa vier Kilometer.
Etwa sechs Kilometer südlich  des Dorfs verläuft die Woiwodschaftsstraße 213 Słupsk–Krokowa.

## Geschichte
Im Jahr 1564 kaufte der Lauenburger Landeshauptmann Ernst von Weiher, der ältere Bruder des Camminer Bischofs Martin von Weiher, die Dörfer Charbrow, Labenz  und Ossecken, die zuvor zum Besitz des Klosters Zuckau gehört hatten, von dem Leslauer Bischof Jakub Uchański für 12.000 Taler.
Um 1784 gab es in Labenz sechs Vollbauern, einen Halbbauern, ein Schulhaus und insgesamt zehn Haushaltungen. Besitzer des Dorfs, das ein reines Bauerndorf war, war zu diesem Zeitpunkt Carl Heinrich von Somnitz, dem laut Vasallentabelle von 1804 außerdem die Güter Charbrow, Speck, Freist und Schönehr gehörten. Vor 1822 hatte Labenz 94 Einwohner.
Im Jahr 1925 standen in Labenz 66 Wohngebäude, und es wurden 398 Einwohner gezählt, die auf 95 Haushaltungen verteilt waren.
Vor 1945 gehörte Labenz zum Landkreis Lauenburg i. Pom., Regierungsbezirk Köslin, der Provinz Pommern. Die Gemeindefläche war 4,7 km² groß. In der Gemeinde Labenz gab es insgesamt vier Wohnorte:
- Fixenhaspel
- Labenz
- Pollackenberg
- Schottland

Gegen Ende des Zweiten Weltkriegs wurde Labenz Anfang März 1945 von der Sowjetarmee besetzt. Nach Kriegsende wurde das Dorf zusammen mit ganz Hinterpommern unter polnische Verwaltung gestellt. Labenz wurde in Łebieniec umbenannt.
In den Jahren 1975 bis 1998 gehörte der Ort zur Woiwodschaft Słupsk.
Das Dorf ist heute der Landgemeinde Wicko im Powiat Lęborski der Woiwodschaft Pommern angegliedert. Am 31. März 2011 hatte Łebieniec 397 Einwohner.

## Kirche
Die vor 1945 in Labenz anwesenden Dorfbewohner waren weitaus überwiegend evangelischer Konfession. Im Jahr 1925 gab es im Dorf einen Katholiken und einen Juden. Die Protestanten von Labenz gehörten zum Kirchspiel Degendorf.